# Rana chloronota
Rana chloronota é uma espécie de anfíbio da família Ranidae.
Pode ser encontrada nos seguintes países: Camboja, China, Hong Kong, Índia, Laos, Myanmar, Tailândia, Vietname, e possivelmente Bangladesh e Nepal.
Os seus habitats naturais são: florestas subtropicais ou tropicais húmidas de baixa altitude, regiões subtropicais ou tropicais húmidas de alta altitude e rios.
Está ameaçada por perda de habitat.